# Fjälsjön, Jämtland
Fjälsjön är en sjö i Bräcke kommun i Jämtland och ingår i Ljungans huvudavrinningsområde. Sjön har en area på 0,653 kvadratkilometer och ligger 325,3 meter över havet. Sjön avvattnas av vattendraget Sandnäsbäcken.

## Delavrinningsområde
Fjälsjön ingår i det delavrinningsområde (698543-146285) som SMHI kallar för Utloppet av Fjälsjön. Medelhöjden är 375 meter över havet och ytan är 11,44 kvadratkilometer. Det finns inga avrinningsområden uppströms utan avrinningsområdet är högsta punkten. Sandnäsbäcken som avvattnar avrinningsområdet har biflödesordning 3, vilket innebär att vattnet flödar genom totalt 3 vattendrag innan det når havet efter 216 kilometer. Avrinningsområdet består mestadels av skog (79 procent). Avrinningsområdet har 0,88 kvadratkilometer vattenytor vilket ger det en sjöprocent på 7,7 procent.